# Брайан Груда
Брайан Груда (нім. Brajan Gruda, нар. 31 травня 2004, Шпаєр, Німеччина) — німецький футболіст, вінгер клубу «Брайтон».

## Ігрова кар'єра

### Клубна
Займатися футболом Брайан Груда почав у своєму рідному місті Шпаєр. Пізніше він грав у молодіжних командах клубіі «Карлсруе» та «Майнц 05».
У січні 2023 року Груда був введений в першу команду «Майнца» і 25 січня зіграв у матчі чемпіонату Німеччини проти дортмундської «Боруссії» дебютував на професійному рівні. У травні 2024 року у матчі останнього туру проти «Вольфсбурга» гол і гольовий пас Брайана Груди допоміг «Майнцу» залишитися в Бундеслізі.

### Збірна
Брайан Груда народився у Німеччині але має албанське походження. На міжнародному рівні він виступав за юнацькі збірні Німеччини.
У вересні 2023 року Груда дебютував у складі молодіжної збірної Німеччини.
У травні 2024 року Брайан Груда тренувався з національною збірною Німеччини але залишив збірну через травму ікроножного м'язу.

## Нагороди
Індивідуальна
- Медаль Фріца Вальтера (U-19) срібло: 2023[7]